# 天宮院
天宮院位於四川省南充市閬中市，文物遺址年代判定為唐、明、清。2002年12月27日公佈為四川省第六批省級文物保護單位。併入巴巴寺、川北道貢院，並改名為閬中古建築群。